# ヨハン・ヴィルヘルム (ザクセン＝ヴァイマル公)
ヨハン・ヴィルヘルム（Johann Wilhelm, 1530年3月11日 - 1573年3月2日）は、ザクセン公（在位：1566年 - 1572年）、のちザクセン＝ヴァイマル公（在位：1572年 - 1573年）。ザクセン選帝侯ヨハン・フリードリヒ1世とジビュレ・フォン・ユーリヒ＝クレーフェ＝ベルクの次男。

## 人物
1566年、兄ヨハン・フリードリヒ2世が神聖ローマ皇帝マクシミリアン2世の捕虜となった後にザクセン公となった。1572年、マクシミリアン2世の裁定により兄の息子2人との間で所領を分割し、以後ヨハン・ヴィルヘルムはザクセン＝ヴァイマル公となり、新たにヨハン・カジミールがザクセン＝コーブルク公、ヨハン・エルンストがザクセン＝アイゼナハ公となった。翌1573年にヨハン・ヴィルヘルムは死去した。
1560年にプファルツ選帝侯フリードリヒ3世の娘で兄ヨハン・フリードリヒ2世の後妻エリーザベトの妹であるドロテア・ズザンナと結婚した。2人は5子をもうけた。
- フリードリヒ・ヴィルヘルム1世（1562年 - 1602年） - ザクセン＝ヴァイマル公
- ジビュレ・マリー（1563年 - 1569年）
- 男子（死産、1564年）
- ヨハン（1570年 - 1605年） - ザクセン＝ヴァイマル公
- マリア（1571年 - 1610年） - クヴェードリンブルク女子修道院長